# 3684 Berry
3684 Berry este un asteroid din centura principală, descoperit pe 9 ianuarie 1983 de Brian Skiff.